# Mistrzostwa Europy w Piłce Nożnej Kobiet 2025 (eliminacje)/Grupa A1
W Grupie A1 eliminacji Mistrzostw Europy w Piłce Nożnej Kobiet 2025 brały udział następujące zespoły:
- Holandia
- Włochy
- Norwegia
- Finlandia

## Tabela
| Lp. | Drużyna   | M | Mecze | Mecze | Mecze | Bramki | Bramki | Bramki | Pkt |
| Lp. | Drużyna   | M | W     | R     | P     | +      | −      | +/−    | Pkt |
| --- | --------- | - | ----- | ----- | ----- | ------ | ------ | ------ | --- |
| 1.  | Włochy    | 6 | 2     | 3     | 1     | 8      | 3      | +5     | 9   |
| 2.  | Holandia  | 6 | 2     | 3     | 1     | 4      | 4      | 0      | 9   |
| 3.  | Norwegia  | 6 | 1     | 4     | 1     | 7      | 4      | +3     | 7   |
| 4.  | Finlandia | 6 | 1     | 2     | 3     | 4      | 12     | −8     | 5   |

## Wyniki
| 5 kwietnia 2024 18:00 CEST | Norwegia · Ildhusøy 24' · Haug 41' · Bjelde 78' · Terland 81' | 4:0(2:0)Raport | Finlandia | Ullevaal Stadion, Oslo Widzów: 3 106 Sędzia: Catarina Campos |
|                            |                                                               |                |           |                                                              |

| 5 kwietnia 2024 18:15 CEST | Włochy · Giacinti 4' · Bonfantini 59' | 2:0(1:0)Raport | Holandia | Stadio San Vito-Gigi Marulla, Cosenza Widzów: 4 300 Sędzia: Ivana Martinčić |
|                            |                                       |                |          |                                                                             |

| 9 kwietnia 2024 18:15 CEST | Finlandia · Rantala 48' · Linari 74' (sam.) | 2:1(0:1)Raport | Włochy · 39' Giugliano | Bolt Arena, Helsinki Widzów: 5 000 Sędzia: Marta Huerta de Aza |
|                            |                                             |                |                        |                                                                |

| 9 kwietnia 2024 20:45 CEST | Holandia · Beerensteyn 6' | 1:0(1:0)Raport | Norwegia | Rat Verlegh Stadion, Breda Widzów: 9 486 Sędzia: Cheryl Foster |
|                            |                           |                |          |                                                                |

| 31 maja 2024 18:00 CEST | Norwegia | 0:0(0:0)Raport | Włochy | Ullevaal Stadion, Oslo Widzów: 9 307 Sędzia: Stéphanie Frappart |
|                         |          |                |        |                                                                 |

| 31 maja 2024 20:45 CEST | Holandia · Beerensteyn 65' | 1:0(0:0)Raport | Finlandia | Sparta Stadion Het Kasteel, Rotterdam Widzów: 9 089 Sędzia: Frida Klarlund |
|                         |                            |                |           |                                                                            |

| 4 czerwca 2024 18:00 CEST | Finlandia · Rantala 77' | 1:1(0:1)Raport | Holandia · 17' Beerensteyn | Tammelan Stadion, Tampere Widzów: 7 677 Sędzia: Sandra Bastos |
|                           |                         |                |                            |                                                               |

| 4 czerwca 2024 18:15 CEST | Włochy · Giugliano 6' | 1:1(1:0)Raport | Norwegia · 81' Maanum | Stadio Paolo Mazza, Ferrara Widzów: 2 198 Sędzia: Rebecca Welch |
|                           |                       |                |                       |                                                                 |

| 12 lipca 2024 18:00 CEST | Finlandia · Koivisto 90+8' | 1:1(0:1)Raport | Norwegia · 7' Reiten | Veritas Stadion, Turku Widzów: 7 345 Sędzia: Katalin Kulcsár |
|                          |                            |                |                      |                                                              |

| 12 lipca 2024 20:45 CEST | Holandia | 0:0(0:0)Raport | Włochy | Fortuna Sittard Stadion, Sittard Widzów: 8 563 Sędzia: Tess Olofsson |
|                          |          |                |        |                                                                      |

| 16 lipca 2024 CEST | Norwegia · Graham Hansen 61' | 1:1(0:0)Raport | Holandia · 80' Miedema | Brann Stadion, Bergen Widzów: 8 574 Sędzia: Alina Peşu |
|                    |                              |                |                        |                                                        |

| 16 lipca 2024 19:00 CEST | Włochy · Beccari 20' · Giugliano 31' · Cambiaghi 74' · Nyström 88' (sam.) | 4:0(2:0)Raport | Finlandia | Stadio Druso, Bolzano Widzów: 2 689 Sędzia: Ivana Projkovska |
|                          |                                                                           |                |           |                                                              |

## Strzelczynie

### 3 gole
- Lineth Beerensteyn
- Manuela Giugliano

### 2 gole
- Jutta Rantala

### 1 gol
- Emma Koivisto
- Vivianne Miedema
- Thea Bjelde
- Caroline Graham Hansen
- Sophie Haug
- Frida Maanum
- Celin Bizet Ildhusøy
- Guro Reiten
- Elisabeth Terland
- Chiara Beccari
- Agnese Bonfantini
- Michela Cambiaghi
- Valentina Giacinti

### Gole samobójcze
- Elena Linari (dla  Włoch)
- Eva Nyström (dla  Włoch)